# Szczepanowo
Szczepanowo – wieś w Polsce, położona w województwie kujawsko-pomorskim, w powiecie mogileńskim, w gminie Dąbrowa.

## Podział administracyjny
Wieś duchowna, własność kapituły katedralnej gnieźnieńskiej, pod koniec XVI wieku leżała w powiecie kcyńskim województwa kaliskiego. W latach 1975–1998 miejscowość administracyjnie należała do województwa bydgoskiego.

## Demografia
Według Narodowego Spisu Powszechnego (III 2011 r.) liczyła 774 mieszkańców. Jest drugą co do wielkości miejscowością gminy Dąbrowa.

## Znane osoby
Urodzili się tutaj: prymas Polski i Litwy ks. abp Krzysztof Antoni Szembek, Czesław Freund (dziekan Wydziału Kompozycji, Teorii i Edukacji Muzycznej Akademii Muzycznej w Katowicach).

## Oświata
- Szkoła Podstawowa im. Marii Skłodowskiej-Curie
- Publiczne Przedszkole przy Szkole Podstawowej